# 한국고추가공협회
한국고추가공협회는 국민에게 안전한 먹을거리가 제공할 수 있도록 고추 유통질서 확립을 지향하는 단체로서 고추가격 안정과 고추농가의 소득향상 등 고추산업의 발전에 기여할 목적으로 2008년 12월 3일 설립된 대한민국 농림수산식품부 소관의 사단법인이다. 사무실은 서울특별시 서초구 서초동 1598-3, 르네상스오피스텔 409호에 있다.

## 주요 사업
- 고추산업의 발전에 관한 조사, 연구
- 고추산업의 육성, 발전과 회원의 공동이익증진을 위한 사업
- 고추산업의 수출 진흥을 위한 해외전시 등 홍보사업
- 설립목적에 부합되는 사업